# ギヨーム・ド・シャティヨン
ギヨーム・ド・シャティヨン（Guillaume de Châtillon, ? - 1455年）は、アヴェーヌ領主およびリモージュ子爵（在位：1404年 - 1455年）。また、1454年に兄ジャン2世の死によりペリゴール伯となった。

## 生涯
ギヨームは、パンティエーヴル伯ジャン1世とマルグリット・ド・クリッソンの息子である。幼いころから聖職者になることが決められていた。アンジェ大学で学び、ブルターニュ公との交渉により幼くしてヴァンヌまたはサン・ブリユーの司教職を与えられていた。
1420年から1422年にかけて、母マルグリット・ド・クリッソンと兄らがブルターニュ公ジャン5世を倒してブルターニュの領有権を主張する陰謀を企てたものの失敗したため、パンティエーヴル家はフランス議会とヴァンヌのブルターニュ地方議会の両方に召喚された。ギヨームの兄2人は、1425年2月16日に重大な犯罪と裏切りの罪で有罪となり、ブルターニュの領地は没収された。ギヨーム自身は、1420年7月29日にすでに人質としてブルターニュ公に引き渡されていた。
ギヨームはオーレーで28年間人質として過ごし、その間に視力を失った。1448年、一族がブルターニュ公フランソワ1世と和解した後、ようやく解放された。ギヨームは1454年に兄ジャン2世からペリゴール伯領を相続したが、翌年死去した。娘のフランソワーズがペリゴール伯位およびリモージュ子爵位を継承した。

## 結婚と子女
1450年、ギヨームはベルトラン5世・ド・ラ・トゥール・ドーヴェルニュの娘イザベル・ド・ラ・トゥール・ドーヴェルニュと結婚し、3女をもうけた。
- フランソワーズ - ペリゴール女伯、リモージュ女子爵
- ジャンヌ - バロン領主ジョン・ド・シュルジェールと結婚
- シャルロット - モントレゾール領主アントワーヌ・ド・ヴィルキエと結婚